# Amicromias tricholepis
Amicromias tricholepis – gatunek chrząszcza z rodziny ryjkowcowatych i podrodziny Entiminae.
Gatunek ten opisany został w 2008 roku przez Nikołaja Junakowa i Christopha Germanna.
Chrząszcz o ciele długości od 1,65 do 1,82 mm u samców i od 2,17 do 2,27 mm u samic, szerokości od 0,87 do 1,05 mm u samców i od 1,32 do 1,45 mm u samic. Ubarwienie ma ciemnobrązowe do czarnego z jasnobrązowymi czułkami i odnóżami oraz szarawymi i brązowymi łuskami na pokrywach, tworzącymi nakrapianie. Głowę i przedplecze gęsto porastają sterczące, smukłe, zakrzywione u wierzchołków łuski, natomiast brak na tych częściach ciała łusek przylegających. Ryjek jest nieco szerszy niż długi, w widoku grzbietowym prawie równomiernie zwężony ku szczytowi, po bokach skórzasto pomarszczony i z rzadka porośnięty lancetowatymi łuskami. Czułki cechują trzonki u wierzchołka w 70–80% tak szerokie jak buławki. Rowki czułkowe są zredukowane. Epistom wydzielony jest delikatnym, U-kształtnym żeberkiem, a cała jego okolica silnie wystaje ku przodowi. Pokrywy mają międzyrzędy dwukrotnie szersze niż rzędy. Przednie odnóża cechują golenie siedmiokrotnie dłuższe niż pośrodku szerokie, o wierzchołku rozszerzonym po stronie wewnętrznej i zewnętrznej, przez co szerszym niż środek długości.
Owad endemiczny dla greckiej wyspy Lesbos. Spotykany wczesną wiosną w gajach oliwnych i pastwiskach zdominowanych przez złotogłowy.